# Hans Steinert

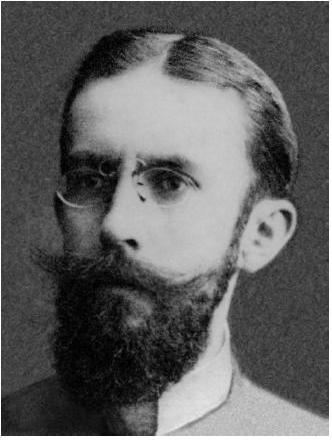
Hans Steinert

Hans Gustav Wilhelm Steinert (ur. 10 kwietnia 1875 w Dreźnie, zm. 3 listopada 1911 w Lipsku) – niemiecki lekarz neurolog. W 1909 roku opisał dystrofię miotoniczną (choroba Steinerta).

## Życiorys

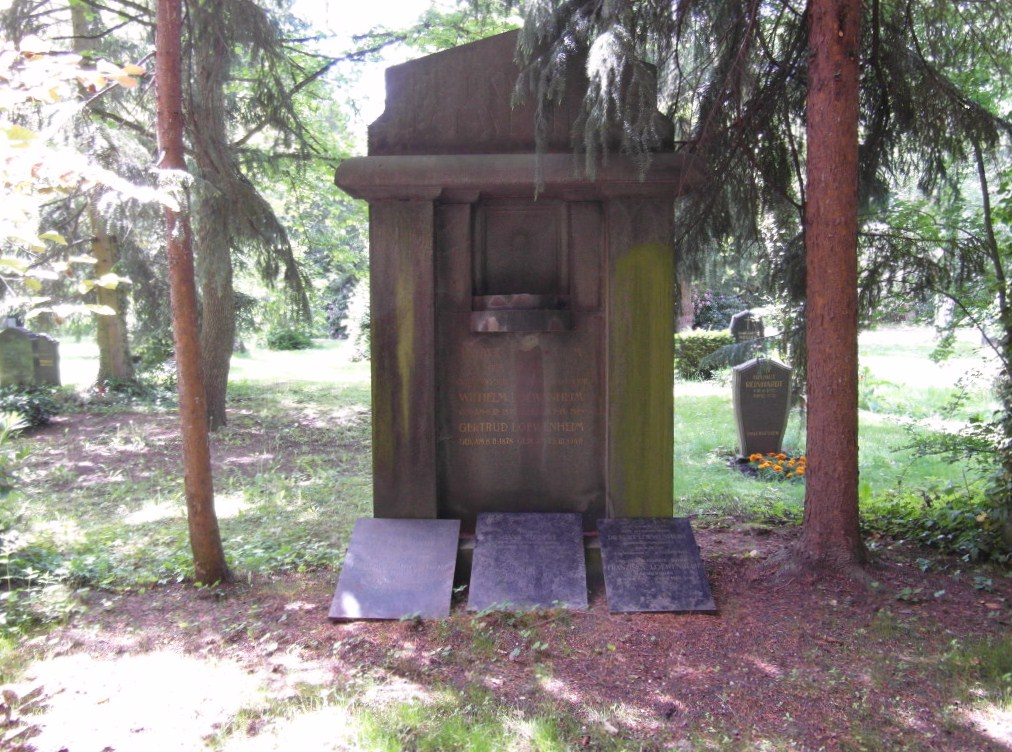
Grób Hansa Steinerta i rodziny Löwenheimów na Cmentarzu Południowym w Lipsku

Urodził się w Dreźnie 10 kwietnia 1875 roku, jako syn prawnika Ottona Steinerta i jego żony Louise, z domu Westen. Od 1884 do 1893 uczęszczał do szkoły w Dreźnie, następnie zaczął studia medyczne i filozoficzne na Uniwersytecie w Lipsku, Uniwersytecie Alberta i Ludwika we Fryburgu Bryzgowijskim, Uniwersytecie Fryderyka Wilhelma w  Berlinie i Uniwersytecie Christiana-Albrechta w  Kilonii. Studia ukończył w 1898 roku, tytuł doktora medycyny otrzymał po przedstawieniu pracy Über zwei Embryonalsysteme des Ovariums und über eine Dermoidzyste des Hodens. Następnie pracował w Halle (od września 1898 do końca maja 1899) u Adolfa Seeligmüllera i w Berlinie u Emanuela Mendla, a w końcu, w Lipsku, jako asystent w Instytucie Patologicznym, w prywatnej klinice Franza Windscheida i w Drezdeńskim Szpitalu Miejskim u Alfreda Fiedlera. Od kwietnia 1901 roku był na stałe zatrudniony w klinice uniwersyteckiej u Heinricha Curschmanna. W 1904 roku habilitował się na podstawie pracy Neue Beiträge zur Lehre von der Muskelatrophie bei supranucleären Lähmungen besonders bei der cerebralen Hemiplegie i od 12 lipca 1905 roku był docentem. W 1910 roku został profesorem. W 1911 roku nagle zachorował; zdążył napisać wniosek do władz uniwersyteckich o urlop zdrowotny, wyjechał na krótko do Davos, 3 listopada 1911 roku w Lipsku zmarł. Przyczyną śmierci był prawdopodobnie rak kory nadnerczy.
W 1905 roku ożenił się z Else Loewenheim (1879–1948). Mieli dwie córki (ur. 1906 i 1908) oraz syna (ur. 1910).

## Prace
- Ueber den Intentionskrampf der Sprache – die sogenannte Aphthongie. Münchener medizinische Wochenschrift 49, s. 1132, 1902
- Cerebrale Muskelatrophie – nebst einem Beitrag zur Casuistik der Balkentumoren. Deutsche  Zeitschrift für Nervenheilkunde 24, ss. 1–59, 1903
- Zwei Fälle von Ponserkrankung. Münchner Medizinische Wochenschrift ss. 1548-1551, 1903
- Ueber Myasthenie und myasthenische Reaktion. Deutsches Arch. f. klin. Med. 78, ss. 346-369, 1903
- Zur Kenntniss der Polyneuritis der Tuberkulösen. Beitr. z. Klin. d. Tuberk. 2, ss. 347-364, 1904
- Neue Beiträge zur Lehre von der Muskelatrophie bei supranucleären Lähmungen besonders bei der cerebralen Hemiplegie (Habilitationsschrift). Deutsches Archiv für klinische Medizin 85, ss. 445–490, 1905/1906
- Steinert H, Bielschowsky A. Ein Beitrag zur Physiologie und Pathologie der vertikalen Blickbewegungen. Münchener medizinische Wochenschrift 34, ss. 1613–1616, 1664–1668, 1906
- Vibrationsempfindung und Drucksinn. Deutsche medizinische Wochenschrift 33, ss. 637-639, 1907
- Über das klinische und anatomische Bild des Muskelschwunds der Myotoniker. Deutsche  Zeitschrift für Nervenheilkunde 37, ss. 58–104, 1909
- Dystrophia musculorum progressiva retrahens; Kasuistisches und Kritisches zur Lehre von den hereditären Krankheiten. Mitt. a. d. Grenzgeb. d. Med. u. Chir. 21, ss. 105-124 (1909)
- Myopathologische Beiträge[3]. 1909
- Ein neuer Fall von atrophischer Myotonie. Ein Nachtrag zu meiner Arbeit in Bd. 37 dieser Zeitschrift[4]. 1910
- Zeitschriftenübersicht[5]. 1910
- Ein Fall von Thomsen'scher Krankheit. Berliner klinische Wochenschrift 48, s. 691, 1911